# Роджерс, Гай
Гай Уи́льям Ро́джерс (англ. Guy William Rodgers; 1 сентября 1935, Филадельфия, Пенсильвания, США — 19 февраля 2001, Лос-Анджелес, Калифорния, США) — американский профессиональный баскетболист. Роджерс отыграл 12 лет в Национальной баскетбольной ассоциации и был одним из лучших разыгрывающих в 1960-х годах. Роджерс дважды становился лидером НБА по передачам и ещё шесть раз занимал второе место. 8 августа 2014 года был введён в Зал славы баскетбола.

## Карьера в НБА
Роджерс был выбран как территориальный выбор на драфте НБА 1958 года клубом «Филадельфия Уорриорз». Роджерс играл в одной команде с центровым Уилтом Чемберленом с 1959 по 1964 год и участвовал в 100 очковой игре Чемберлена, в которой сделал 20 результативных передач. В сезоне 1962/63 Роджерс был лидером НБА по передачам, в среднем за игру набирая по 10,4 передачи и был приглашён для участия в матче всех звёзд НБА. 14 марта Гай повторил рекорд Боба Коузи, сделав 28 результативных передач в одной игре. Этот рекорд был побит только спустя 15 лет.
Роджерс вместе с «Уорриорз» доходил до финала НБА 1964 года, где его команда проиграла «Бостон Селтикс» в пяти играх. В 1966 году он перешёл в новую команду НБА — «Чикаго Буллз». После перехода он отыграл за Чикаго один год, в котором он был приглашён в четвёртый и последний раз для участия в матче всех звёзд. В том же сезоне он установил рекорд НБА, сделав 908 результативных передач, что до сих пор является рекордом для «Буллз».
После четырёх игр в сезоне 1967/68 Роджерс был обменян в «Цинциннати Роялз». После одного сезона с новой командой он перешёл в «Милуоки Бакс», где провёл два последних сезона в своей карьере.
8 августа 2014 года был избран в Зал славы баскетбола.

## Смерть
Роджерс умер 19 февраля 2001 года в возрасте 65 лет после сердечного приступа. Его пережили сыновья Тони и Марк, а также дочь Николь.

## Статистика

### Статистика в НБА
| Сезон                                                                                    | Команда              | Регулярный сезон | Регулярный сезон | Регулярный сезон | Регулярный сезон | Регулярный сезон | Регулярный сезон | Регулярный сезон | Регулярный сезон | Регулярный сезон | Регулярный сезон | Регулярный сезон | Серия плей-офф | Серия плей-офф | Серия плей-офф | Серия плей-офф | Серия плей-офф | Серия плей-офф | Серия плей-офф | Серия плей-офф | Серия плей-офф | Серия плей-офф | Серия плей-офф |
| Сезон                                                                                    | Команда              | GP               | GS               | MPG              | FG%              | 3P%              | FT%              | RPG              | APG              | SPG              | BPG              | PPG              | GP             | GS             | MPG            | FG%            | 3P%            | FT%            | RPG            | APG            | SPG            | BPG            | PPG            |
| ---------------------------------------------------------------------------------------- | -------------------- | ---------------- | ---------------- | ---------------- | ---------------- | ---------------- | ---------------- | ---------------- | ---------------- | ---------------- | ---------------- | ---------------- | -------------- | -------------- | -------------- | -------------- | -------------- | -------------- | -------------- | -------------- | -------------- | -------------- | -------------- |
| 1958/59                                                                                  | Филадельфия Уорриорз | 45               |                  | 34,8             | 39,4             |                  | 54,5             | 6,2              | 5,8              |                  |                  | 10,7             | Не участвовал  | Не участвовал  | Не участвовал  | Не участвовал  | Не участвовал  | Не участвовал  | Не участвовал  | Не участвовал  | Не участвовал  | Не участвовал  | Не участвовал  |
| 1959/60                                                                                  | Филадельфия Уорриорз | 68               |                  | 36,5             | 38,9             |                  | 61,3             | 5,8              | 7,1              |                  |                  | 11,6             | 9              |                | 41,1           | 36,0           |                | 55,6           | 8,6            | 6,0            |                |                | 13,1           |
| 1960/61                                                                                  | Филадельфия Уорриорз | 78               |                  | 37,2             | 38,6             |                  | 68,7             | 6,5              | 8,7              |                  |                  | 12,8             | 3              |                | 40,3           | 36,8           |                | 55,0           | 7,0            | 5,0            |                |                | 17,7           |
| 1961/62                                                                                  | Филадельфия Уорриорз | 80               |                  | 33,1             | 35,6             |                  | 66,5             | 4,4              | 8,0              |                  |                  | 8,2              | 12             |                | 40,2           | 35,9           |                | 63,6           | 5,9            | 7,3            |                |                | 11,6           |
| 1962/63                                                                                  | Сан-Франциско        | 79               |                  | 41,1             | 38,7             |                  | 72,7             | 5,0              | 10,4             |                  |                  | 13,9             | Не участвовал  | Не участвовал  | Не участвовал  | Не участвовал  | Не участвовал  | Не участвовал  | Не участвовал  | Не участвовал  | Не участвовал  | Не участвовал  | Не участвовал  |
| 1963/64                                                                                  | Сан-Франциско        | 79               |                  | 34,1             | 36,5             |                  | 70,7             | 4,2              | 7,0              |                  |                  | 11,0             | 12             |                | 34,9           | 32,9           |                | 70,2           | 4,8            | 7,5            |                |                | 12,3           |
| 1964/65                                                                                  | Сан-Франциско        | 79               |                  | 34,2             | 38,0             |                  | 68,6             | 4,1              | 7,2              |                  |                  | 14,6             | Не участвовал  | Не участвовал  | Не участвовал  | Не участвовал  | Не участвовал  | Не участвовал  | Не участвовал  | Не участвовал  | Не участвовал  | Не участвовал  | Не участвовал  |
| 1965/66                                                                                  | Сан-Франциско        | 79               |                  | 36,7             | 37,3             |                  | 72,7             | 5,3              | 10,7             |                  |                  | 18,6             | Не участвовал  | Не участвовал  | Не участвовал  | Не участвовал  | Не участвовал  | Не участвовал  | Не участвовал  | Не участвовал  | Не участвовал  | Не участвовал  | Не участвовал  |
| 1966/67                                                                                  | Чикаго               | 81               |                  | 37,8             | 39,1             |                  | 80,6             | 4,3              | 11,2             |                  |                  | 18,0             | 3              |                | 32,3           | 37,5           |                | 80,0           | 2,0            | 6,0            |                |                | 11,3           |
| 1967/68                                                                                  | Чикаго               | 4                |                  | 32,3             | 29,6             |                  | 81,8             | 3,5              | 7,0              |                  |                  | 10,3             | Не участвовал  | Не участвовал  | Не участвовал  | Не участвовал  | Не участвовал  | Не участвовал  | Не участвовал  | Не участвовал  | Не участвовал  | Не участвовал  | Не участвовал  |
| 1967/68                                                                                  | Цинциннати           | 75               |                  | 18,9             | 35,5             |                  | 80,3             | 1,8              | 4,7              |                  |                  | 4,8              | Не участвовал  | Не участвовал  | Не участвовал  | Не участвовал  | Не участвовал  | Не участвовал  | Не участвовал  | Не участвовал  | Не участвовал  | Не участвовал  | Не участвовал  |
| 1968/69                                                                                  | Милуоки              | 81               |                  | 26,6             | 37,7             |                  | 79,3             | 2,8              | 6,9              |                  |                  | 10,3             | Не участвовал  | Не участвовал  | Не участвовал  | Не участвовал  | Не участвовал  | Не участвовал  | Не участвовал  | Не участвовал  | Не участвовал  | Не участвовал  | Не участвовал  |
| 1969/70                                                                                  | Милуоки              | 64               |                  | 11,7             | 35,6             |                  | 74,4             | 1,2              | 3,3              |                  |                  | 3,2              | 7              |                | 9,7            | 28,6           |                | 75,0           | 0,6            | 3,0            |                |                | 2,4            |
|                                                                                          | Всего                | 892              |                  | 32,1             | 37,8             |                  | 72,1             | 4,3              | 7,8              |                  |                  | 11,7             | 46             |                | 33,8           | 35,0           |                | 64,0           | 5,2            | 6,2            |                |                | 11,0           |
| Наведите курсор мыши на аббревиатуры в заголовке таблицы, чтобы прочесть их расшифровку. |                      |                  |                  |                  |                  |                  |                  |                  |                  |                  |                  |                  |                |                |                |                |                |                |                |                |                |                |                |